# 葉拉涅茨

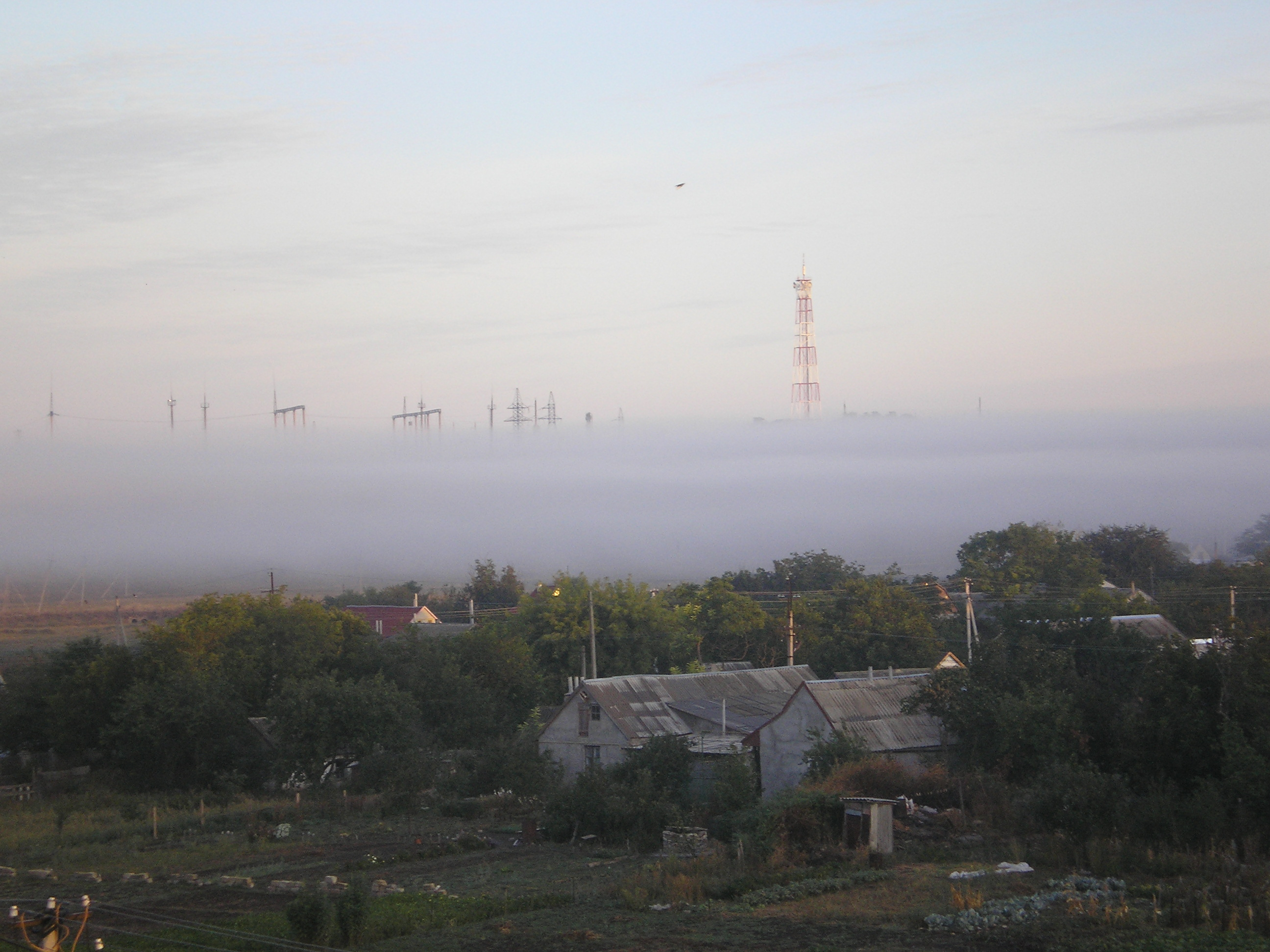
河上浓雾

葉拉涅茨（羅馬化：Yelanets）是位於烏克蘭南部的鎮，由尼古拉耶夫州沃茲涅先斯克區的葉拉涅茨市鎮負責管轄，亦曾為葉拉涅茨區被撤消前的行政中心。該鎮始建於1802年，面積6.1平方公里，2011年人口4,969，人口密度每平方公里815人。